# براندون مايفيلد
براندون مايفيلد (بالإنجليزية: Brandon Mayfield)‏ (من مواليد 15 يوليو 1966) هو مواطن أمريكي في مقاطعة واشنطن، ولاية أوريغون. اتهم بأنه كان المفجر في تفجيرات قطارات مدريد عام 2004. ليتم اعتقاله في 6 مايو 2004، من قبل مكتب التحقيقات الفيدرالي (اف بي آي) في البداية كشاهد مادي مهم فيما يتعلق بهجمات مدريد، حيث جرى احتجازه لأكثر من أسبوعين. تحولت بعدها إلى اتهام ضده، قبل أن يتدخل المحامي الأمريكي المسلم توماس نيلسون للدفاع عنه وتبرءته من التهم الموجهة إليه، أعلن حكم مبدئي أن بعض أحكام قانون باتريوت الأمريكي غير دستورية، لكن حكومة الولايات المتحدة طعنت في القرار، ليتم إلغاء الحكم.
اعترف التحقيق الداخلي لمكتب التحقيقات الفيدرالي لاحقاً بأخطاء خطيرة إبان التحقيقات. نتج عن ذلك رفع دعوى قضائية انتهت باعتذار رسمي من قبل الحكومة الأمريكية وتسوية بقيمة مليوني دولار أمريكي لصالح مايفيلد.
تمت الإشارة إلى قضية مايفيلد في العديد من المجلات العلمية والسياسية والاجتماعية.

## أعماله
بين عامي 2015 و2017، شارك مايفيلد في حملة مع مجلس العلاقات الأمريكية الإسلامية والاتحاد الأمريكي للحريات المدنية ونقابة المحامين الوطنية للضغط على مجلس مدينة بورتلاند لقطع العلاقات مع فرقة العمل المشتركة المعنية بالإرهاب، مستشهدا بقضايا المراقبة والهجرة.
في عام 2018، مثّل براندون مايفيلد يونس فكري أمام محكمة استئناف الولايات المتحدة بالدائرة التاسعة، نجح في إقناع المحكمة بأن الأضرار التي لحقت بالرجل من خلال وضعه على قائمة حظر الطيران والتدخل في محاولاته للعودة إلى الولايات المتحدة منحه القدرة على تحدي عدم دستورية السياسة.